# KDE Accessibility Project
KDE Accessibility ProjectはKDEのアクセシビリティに関するプロジェクトである。このプロジェクトの目的は、身体にハンディキャップをもつ人を含む全ての人がKDEデスクトップ環境にアクセスできることを保障することである。KDEアクセシビリティソフトウェアはkdeaccessibilityパッケージに含まれている。

## ソフトウェアのリスト
- KMag：画面表示の拡大
- KMouseTool：マウスのボタンクリックの補助
- KMouth：音声合成
- KTTS：テキスト読み上げシステム（KDE Text-to-Speech の略）